# Rubis (fusée)
VE 210 Rubis
Pour les articles homonymes, voir Rubis (homonymie).
Le Véhicule Expérimental (VE) 210 Rubis, désigné plus simplement par Rubis, est une fusée-sonde expérimentale française, développée par la Société d'étude et de réalisation d'engins balistiques (SEREB) pour le programme des « Études balistiques de base » (EBB), dit des « Pierres précieuses ».
La conception du véhicule remonte à 1960, lorsque la SEREB propose de créer le Diamant, premier lanceur spatial français, en ajoutant un étage performant à poudre supérieur à la fusée VE 231 Saphir, la fusée la plus puissante du Programme Pierres Précieuses. Pour tester cet étage de fusée, désigné P0.6, il est envisagé de le propulser sur une fusée VE 110 Agate, sur laquelle cet étage remplace la charge utile supérieure ; cet assemblage sera nommé Rubis. Il permettra aussi de tester la coiffe, et servira ensuite de fusée-sonde, la moins coûteuse de sa catégorie pour son époque.
Sur ses 10 vols, 6 servirent à l’étude de l’étage P0.6, et les quatre suivants l'ont été comme fusée-sonde. Les 3e et 4e vols sont les seuls échecs de l’engin.

## Histoire

### Contexte

#### Programme Pierres précieuses
Au début de la Guerre froide, les États-Unis et l'URSS possèdent tous deux l'arme atomique (1945 pour les Américains avec l'essai Trinity, 1949 pour les Soviétiques avec la bombe RDS-1). Par ailleurs, de nombreux savants allemands ayant participé à l'élaboration des missiles V2 sont envoyés aux États-Unis.
En avril 1960, le président Charles de Gaulle décide que la France doit disposer de sa propre force de frappe stratégique indépendante (en excluant toute coopération avec l’OTAN) qui devait se concrétiser quelques années plus tard sous la forme de trois composantes stratégiques :
- une composante aéroportée avec les bombardiers Mirages IV ;
- une composante terrestre avec les missiles SSBS (Sol-Sol Balistique Stratégique) ;
- une composante navale avec les missiles MSBS (Mer-Sol Balistique Stratégique).

Pour la conception de missile, la France cherche à maîtriser les bases de la propulsion spatiale et du guidage des fusées. Pour cela, la SEREB, née en 1959, met en place le Programme d'Études Balistiques de Base (EBB), aussi nommé « Pierres précieuses ».
Le premier des véhicules du programme est le VE 8, une ogive d’essai inerte, permettant de tester l'aérodynamique et le système de rentrée. Le VE 9 est un VE 8 accouplé à une case à équipements, le tout propulsé sur le SEPR 732. Le VE 10 Aigle en est une évolution, propulsé cette fois-ci par un SEPR 737 Stromboli amélioré.
En août/septembre 1959, le développement d’un missile, le SSBT Casseur, est abandonné, pour des raisons essentiellement financières. Mais le développement de son moteur, le Nord Aviation NA 801 Mammouth, est poursuivi, car il était alors le plus puissant de France. Ce moteur d'un diamètre de 800 mm et d'une durée de combustion de 18 s, utilise le nouveau bloc de poudre de Plastolite. Il devient un nouveau propulseur pour augmenter le domaine de vol de la charge utile du VE 231, et est baptisée VE 110 Agate.
Pour Saphir, de nouveaux étages sont développés. Le premier étage à ergols liquides VE 121 Emeraude, surmonté du VE 111 Topaze. Seule la charge utile reste inchangée par rapport aux autres VE. Cette combinaison pouvait projeter une charge utile de 750 kg à 500 km d'altitude, jusqu'à une vitesse de 3 km/s.

#### Création du lanceurDiamant
Le 23 décembre 1960, la SEREB propose le développement d'un lanceur spatial, en ajoutant un étage supérieur sur la VE 231 Saphir, fusée la plus puissante du programme Pierres précieuses (qui à ce moment-là, n'a pas encore volé), à la place de sa charge utile. Le Comité des Recherches Spatiales approuve le concept le 18 décembre 1961. Le lendemain, Charles de Gaulle signe l'acte de création du CNES, pour superviser ces lanceurs nommés Diamant. Le 9 mai 1962, le CNES conclu un accord avec la DMA (Délégation Ministérielle pour l'Armement). La SEREB est alors chargée du développement de Diamant le 11 mai.
Avec ses étages Émeraude et Topaze, Saphir ne dispose pas assez de puissance pour satelliser, tandis qu'avec un étage supérieur plus performant, Saphir possèderait la capacité de satelliser. L'étage sera un boîtier en verre époxy à enroulement filamentaire, réduisant ainsi la masse de l'étage.

### Développement de Rubis et du troisième étage

#### Choix d'un propulseur du troisième étage P0.6
L'histoire de Rubis commence à la même époque, lorsque sous l'autorité du directeur technique de la SEREB, Roger Chevalier, il apparaît au responsable du programme Diamant, Bernard Dorléac, qu'il serait nécessaire de tester en vol cet étage supérieur avec un véhicule relativement bon marché. Il paraissait impensable à l'équipe, tant sur le plan économique que sur le plan technologique, d'utiliser cet étage supérieur, pour la première fois tout en essayant de lancer le satellite expérimental.
Une étude préliminaire a révélé que Rubis, 10 fois moins cher qu'un lanceur satellite, pourrait tester l'étage supérieur en vol, mais elle est surtout une des fusées-sondes les moins chères de sa gamme. Elle serait capable d'envoyer une charge utile de 50 kg à une altitude de 2 000 km. Pour minimiser les problèmes liés au développement, il est décidé pour l'emport de cet étage supérieur, de le faire propulser par un étage à poudre, simple et déjà qualifié. Il est donc choisi d'utiliser l'unique étage d'une fusée, la VE 110, aussi nommée Agate, déjà lancé avec succès depuis 1961, pour servir de premiers étages sur Rubis. Agate possède également le même diamètre que l'étage Topaze, et sur Diamant, l'étage supérieur sera placé sur Topaze, rendant ainsi l'interface entre Agate et l'étage supérieur très semblable à celui de Topaze.

#### Développement du P0.6
Lorsqu'il a été proposé de transformer Saphir en un lanceur spatial, il fallait un troisième étage qui devait au moins transmettre 5 km/s supplémentaire. Une alternative aurait été de modifier la structure de Topaze en Vascojet 1000. En 1961, ces choix sont analysés et il est finalement décidé de garder la première option : l'ajout d'un troisième étage, qui utilisera la technologie du « Roving ».
Début 1962, la DMA signe avec la SEREB un contrat de 54 millions de Francs (8 millions d'Euros) pour quatre fusées Diamant, ainsi que 6 Rubis. Le budget provient du Ministère de la Recherche (la création du CNES interviendra un peu plus tard, le 1er mars 1962). À ce stade, trois VE 8 ont déjà volé 8 fois, dont 4 échecs, deux VE 9 ont été lancés, ainsi que quatre VE 10 Aigle et quatre VE 110 Agate, tous réussis. Ces véhicules ont été développés par Sud-Aviation, au Groupe Technique de Cannes (GTC), le plus grand établissement industriel de fusée d'Europe à cette époque. Le contrat pour le troisième étage a donc été confié à Sud-Aviation, mais à une autre de ses usines, à Courbevoie, près de Paris, car ce dernier site avait déjà commencé à travailler sur la fibre de verre.
Lorsque la SEREB a dû décider quelle société choisir pour le développement de ce troisième étage, Sud-Aviation a été préférée, pour plusieurs raisons : Nord-Aviation et Sud-Aviation avaient déjà fort à faire avec les missiles balistiques SSBS/MSBS et également le développement du nouveau lanceur Diamant, et Nord-Aviation ne travaillait alors que sur sa première grosse fusée, le VE 121 Émeraude à ergols liquides. De plus, Sud-Aviation avait une meilleure expérience  en matière de fusées, y compris une longue pratique de la fibre de verre, remontant au SE 4242. Marnay, chef de la Division Missiles-Espace-Electronique et du GTC au sein du Sud-Aviation, décide de confier le P0,6 à l'usine de Courbevoie, également sur le point de lancer ses premières fusées, le Bélier à propergol solide et Centaure pour des applications de sondage. Courbevoie avait ainsi commencé à travailler sur de nouvelles technologies, comme le Roving (matériau synthétique)  depuis 1960 : trois premières machines ont été construites pour le Roving, les deux premières, nommées « Satellite » pour des diamètres de 300 mm, la dernière étant opérationnelle en avril 1962 pour des corps de 800 x 2 000 mm. La masse maximale autorisée de 750 kg (correspondant à la masse de la charge utile du VE 121 Saphir) a donné une structure de 65 kg remplie de 650 kg de propergol. Cela a ensuite permis de déterminer le diamètre du bloc de poudre de 650 mm, plus petit que les 800 mm d'Agate et de Topaze. Les dessins initiaux, datés du 1er avril 1963, montrent une forme du VE 210D sensiblement différente de la configuration finale : petit étage conique de 0,789 m de longueur (sans case à équipement cylindrique), deuxième étage cylindrique de 1,774 m de longueur, nez conique de 1,467 m de hauteur, pour une longueur totale de la fusée de 8,256 m. Finalement, Rubis s'est avérée être une fusée de 3,4 t au lancement et de 9,605 m de longueur totale.
P0.6 est le nom de code le plus souvent utilisé pour désigner le troisième étage du Diamant. Le nom désigne la quantité de propergol solide dans l'étage, soit 641 kg de propergol, mais il possède aussi le surnom d'une pierre précieuse, le Turquoise. Cette dénomination est restée néanmoins peu utilisée, au profit de P0.6. Le P0.6 sera ensuite désigner P0.64, pour le différencier du P0.68 du Diamant B. Dans une autre exception apparente, aucun nom de bloc de poudre n'a jamais été donné.

### Tests au sol
Les premiers essais de propulseur utilisant l’enroulement filamentaire ont été réalisés avec des étages à taille réduite (300 mm au lieu de 650 mm), chargés d’environ 300 kg de propergol solide. Ces composants ont été soumis à des températures de 40 °C, suivis de tir à chaud à 20 °C, montrant l’apparition de fissures dans le canal central du bloc de propergol. La structure en fibre de verre, même avec sa couche de revêtement, s’est également avérée perméable aux gaz de combustion.

## Caractéristiques techniques
La fusée fait 9,6 mètres de hauteur par 800 millimètres de diamètre. Le premier étage « Agate », d'une masse de 1 900 kg, est à propulsion à ergols solides ; il a une poussée totale de 190 kN pour une durée de fonctionnement de 18 secondes. L'étage fait au total 5,3 mètres de hauteur. Le second étage, d’une masse de 641 kg, possède un moteur-fusée à ergols solides, utilisant du « Isolane » 28/7, générant une poussée de 27 à 52 kN ; il a une impulsion spécifique dans le vide de 273 secondes. La durée de combustion est de 45 secondes. Les dimensions de l'étage sont de 2,06 mètres de longueur et 650 millimètres  de diamètre. La case équipement se compose d'un plateau en alliage d'aluminium AU4G, supportant des équipements de télémesures nommés « Ajax », de trajectographie, ainsi que la centrale d'ordres pyrotechniques servant pour les séquences de vols.

### Premier étage "Agate"
Le premier étage du Rubis, propulsé par le Mammouth NA 801, provient de l'étage de la version RR (Récupération Rentrée) du VE 110 Agate, destiné à la qualification des procédures de récupération en mer de l'ogive destinée pour le VE 231 Saphir R. La structure de l'étage est réalisée par Nord-Aviation, en acier haute résistance 15CDV6 Vascojet 90, de 2,8 mm d'épaisseur. La structure de poussée inférieure est celle, raccourcie, du VE 110RR, d'une hauteur de 1,086 m et de 0,88 m de diamètre. Elle est construite en deux parties : un caisson inférieur à double paroi avec deux anneaux, coiffé d'une jupe à simple paroi renforcée par 12 longerons, et un anneau d'interface supérieur. Le caisson incorpore deux patins de rampe, situés entre les ailerons. Deux caméras canon Fairchild Camera and Instrument (en) sont également montées entre les ailerons, pour des observations en vol,.
Étant donné qu' Agate n'est ni contrôlé ni guidé, il possède quatre ailerons de stabilisation aérodynamique. D'une envergure de 0,8 mètre, les ailerons ont une corde variant de 0,39 m à 0,82 m environ. Ils sont construits autour de deux longerons, fixés aux anneaux de la caisse principale. Le Mammouth NA 801 est d'un diamètre extérieur de 0,805 m et d'une longueur de 3,14 m (hauteur du dôme avant exclue). Il est chargé de 1 900 kg de propergol solide Plastolite. Deux blocs de poudre SEPR de 1,4 m de long collés ensemble fournissant une poussée de 220 kN et une impulsion de 3 420 kNs à travers une unique tuyère fourni par Sud-Aviation. Il semblerait que les performances du NA 801 aient été améliorées depuis 1962 ; le temps de combustion de 18 secondes sur Agate est passé à 27 secondes sur Rubis, et l'impulsion spécifique sur Rubis est de 219 s.
De la pyromousse est utilisée pour fixer les blocs de poudre à l'intérieur de leur enveloppe, tandis que le Durestos, un matériau amiante-phénolique, protège les dômes d'extrémité,.

### Étage P0,6
L'étage P0,6 fait 2,06 m de haut, pour 650 cm de large, et a une masse à sec de 70,9 kg. Cet étage utilise la technologie Roving, avec un boîtier en verre époxy de 2,5 mm d'épaisseur, obtenu en enroulant sur un mandrin des fibres de verre imprégnées de résine phénolique (d'une résistance de 50 kg/mm2) Les protections thermiques internes des cloisons avant et arrière sont placées sur le mandrin avant l'enroulement. Le moteur est équipé d'une tuyère fixe à profil coquetier et à grand taux de détente fabriqué par Sud-Aviation, avec un col en graphite, et d'un échappement conique en orthostrasil ablatif, également entouré d'un enroulement en fibre de verre. Une protection thermique extérieure ablative porte le diamètre de l'étage à 656 mm. 1 m comprend le bloc de poudre Isolane 28/7, et les dômes avant et arrière en aluminium. Sa masse à sec comprend : 42,2 kg pour le boîtier et la buse, 25,1 kg pour le revêtement, la protection thermique intérieure et extérieure, 3,6 kg pour l'allumeur (qui est fixé à l'intérieur de la tuyère, et soufflé à l'allumage) et divers. Les boîtiers sont fabriqués à Courbevoie à l'aide d'un bobinoir horizontal hélicoïdal, de 0,8 m de diamètre x 2,3 m de capacité construit par Sud-Aviation. Une seconde de 2 x 6 m est prévue pour être opérationnelle au début de 1964. La fibre, développée par l'ONERA, est fournie par Le Verre Textile, société sœur de Saint-Gobain, située à Chambéry.
P0,6 est chargé de 641 kg de propergol solide Isolane 28/7, composé de polyuréthane aluminisé et de perchlorate d'ammonium, également utilisé dans Topaze. Il a une impulsion spécifique de 275 s dans le vide (235 s au niveau de la mer). En brûlant pendant 46 s, sa poussée est passée de 24 kN à 52 kN. il y a aussi une antenne de transpondeur radar sur la jupe supérieure, un transducteur de pression au sommet de l'alésage central en forme de 6 étoiles, une tige d'allumage à l'intérieur de l'alésage, et un diaphragme étanche largable et un support de tige à l'intérieur de la tuyère,.

### Case à équipements

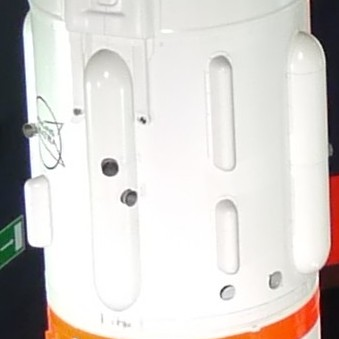
Gros plan sur la case à équipements du Rubis. Les moteurs SEPR se distinguent bien.

MATRA a été sélectionné comme maître d'œuvre pour le satellite expérimental A1 ainsi que pour la case à équipements (dont Pierre Quétard était le responsable de son développement) et l'unité de tangage de Diamant. Ce dernier n'est pas présent sur Rubis, et la baie à équipement a été simplifiée comparativement à Diamant, car Rubis n'est pas guidée. La case pèse environ 200 kg, 0,894 m de haut et 0,8 m de large, et elle comprend :
- une coque extérieure en aluminium pesant 30 kg ;
- une structure de support interne en magnésium de 18,3 kg ;
- un séquenceur pour commander la rotation du véhicule pour sa stabilisation (tournant à 300 tr/min, soit 5 tr/s), la séparation des étages, et une temporisation pour l'allumage du deuxième étage ;
- un convertisseur électrique ;
- Unité pyro Sud-Aviation ;
- quatre petites antennes de télécommunication sur la partie latérale supérieure ;
- le système de télémétrie SAT Ajax, avec deux antennes latérales inférieures, utilisé pour la surveillance :
  - accélérations et vitesses angulaires autour des trois axes pendant la première phase de combustion ;
  - pression du premier étage pendant la combustion.
- une antenne de balise radar ;
- Piles argent-zinc de SOGEA ;
- 6 fusées tournantes SEPR brûlant pendant 1 seconde (4 identiques à celles de Diamant + 2 supplémentaires) et 2 rétrofusées de séparation SEPR brûlant pendant 0,5 s. D'une poussée de 2,3 kN chacune, elles étaient situées dans des carénages latéraux en acier ;
- Bouchon ombilical de MATRA[7].

### Interstage

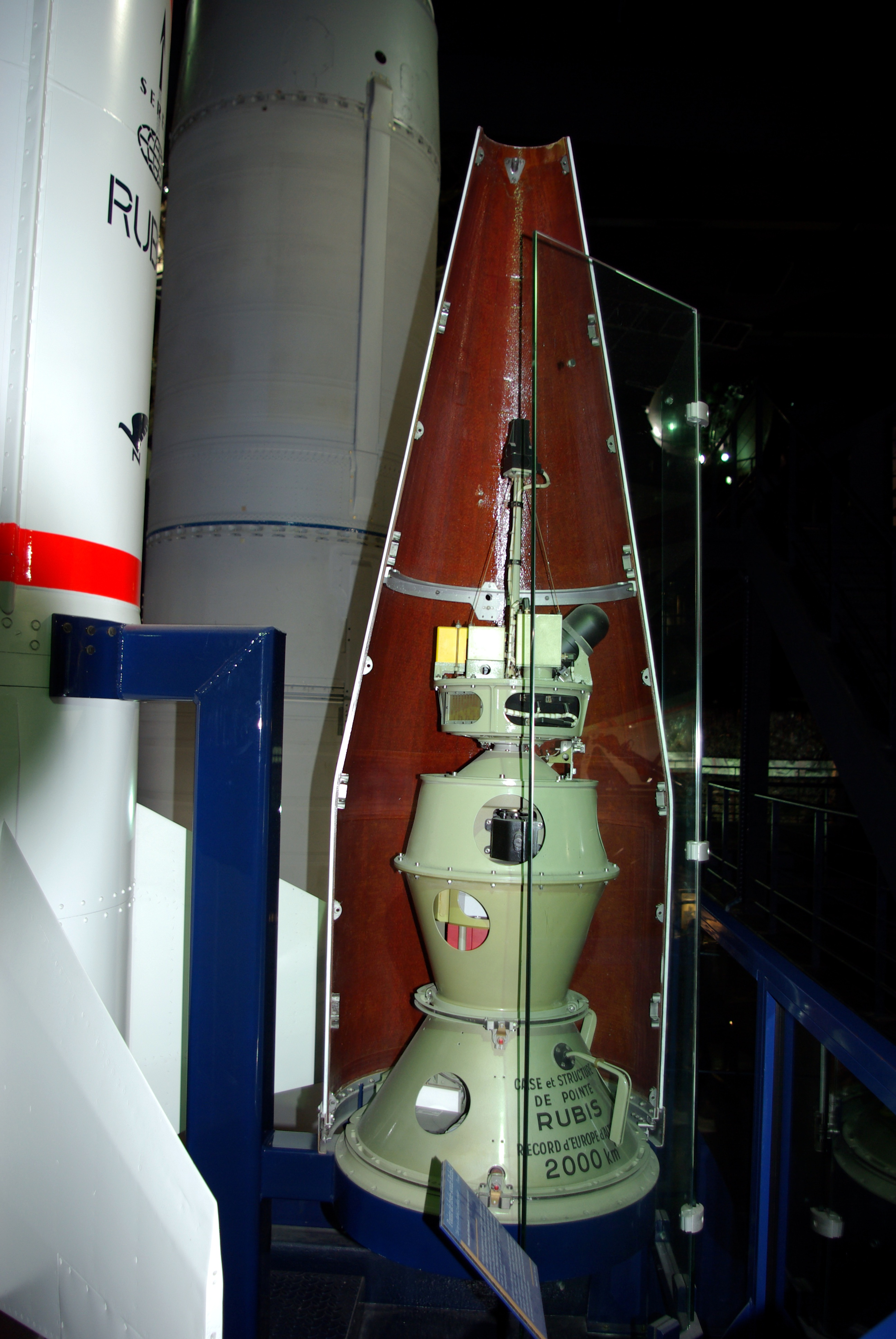
Un des deux panneaux de la coiffe, avec sa charge utile.

L'interstage conique en alliage léger fait 851 mm de long, 18 kg. Il relit la case à équipements au second étage P0,6. Il est composé de deux panneaux déployables par articulation, mais pas largables. Par la séparation de la bande de serrage supérieure qui la relie à l'étage P0,6 et la mise à feu des boulons explosifs supérieurs, les panneaux coulissent d'abord vers l'extérieur, puis tournent simplement autour de leur base sous l'effet de la force centrifuge, assurant un largage propre du deuxième étage, grâce aux rétro-fusées de la case à équipements. L'interstage est construit par Sud-Aviation.

### Adaptateur
L'adaptateur conique permet de transporter la charge utile, de contenir des expériences et d'enfin d'héberger le système de déclenchement de la coiffe. Il contient également le dôme supérieur en saillie du P0,6. L'adaptateur est construit par Sud-Aviation.

### Coiffe
La coiffe cylindrique-conique fait 2,39 m de haut pour une masse de 35 kg, et est équipée de deux panneaux qui sont largués, grâce au moyen d'une bande de serrage, après l'extinction de l'étage Agate. Elle diffère de sa version sur Diamant, par l'ajout d'une protection thermique améliorée, due à l'accélération plus élevée conférée par Agate. Elle est équipée d'un sandwich nid d'abeille en fibre de verre-phénolique de 8 mm d'épaisseur. La coiffe est faite d'un composé silico-phénolique moulé. Il y a une protection thermique extérieure, un sandwich nid d'abeille phénolique en fibre d'amiante. La coiffe est construite par Sud-Aviation.

## Historique des vols
| Campagne de lancement en tant que véhicule-tests | Campagne de lancement en tant que véhicule-tests | Campagne de lancement en tant que véhicule-tests | Campagne de lancement en tant que véhicule-tests | Campagne de lancement en tant que véhicule-tests | Campagne de lancement en tant que véhicule-tests | Campagne de lancement en tant que véhicule-tests                |
| Résultat                                         | Résultat                                         | Résultat                                         | Vol n°                                           | Date de lancement (UTC)                          | Base de lancement                                | Charge utile                                                    |
| ------------------------------------------------ | ------------------------------------------------ | ------------------------------------------------ | ------------------------------------------------ | ------------------------------------------------ | ------------------------------------------------ | --------------------------------------------------------------- |
|                                                  | ✓                                                |                                                  | 1                                                | 10 juin 1964                                     | Hammaguir "Brigitte"                             | Equipement technologique                                        |
|                                                  | ✓                                                |                                                  | 2                                                | 12 juin 1964                                     | Hammaguir "Brigitte"                             | Equipement technologique                                        |
|                                                  | ✕                                                |                                                  | 3                                                | 12 octobre 1964                                  | Hammaguir "Brigitte"                             | Equipement technologique                                        |
|                                                  | ✕                                                |                                                  | 4                                                | 18 octobre 1964                                  | Hammaguir "Brigitte"                             | Equipement technologique                                        |
|                                                  | ✓                                                |                                                  | 5                                                | 31 mai 1965                                      | Hammaguir "Brigitte"                             | Capsule A1                                                      |
|                                                  | ✓                                                |                                                  | 6                                                | 3 juin 1965                                      | Hammaguir "Brigitte"                             | Capsule A1                                                      |
| Campagne de lancement en tant que fusée-sonde    |                                                  |                                                  |                                                  |                                                  |                                                  |                                                                 |
| Résultat                                         | Résultat                                         | Résultat                                         | Vol n°                                           | Date de lancement (UTC)                          | Base de lancement                                | Charge utile                                                    |
|                                                  | ✓                                                |                                                  | 7                                                | 5 juin 1965                                      | Hammaguir "Brigitte"                             | Case à équipement du CNES et maquette du satellite Diapason D1A |
|                                                  | ✓                                                |                                                  | 8                                                | 30 septembre 1965                                | Hammaguir "Brigitte"                             | Diverses expériences                                            |
|                                                  | ✓                                                |                                                  | 9                                                | 22 avril 1966                                    | Hammaguir "Brigitte"                             | Diverses expériences                                            |
|                                                  | ✓                                                |                                                  | 10                                               | 5 juillet 1967                                   | CEL Base "Espace"                                | Diverses expériences                                            |